# Топархия (Византия)
Топа́рхия (греч. τοπαρχία — областное правительство, область от греч. τόπος — местность, место, область + греч. ἀρχῆς, ἀρχή — начальствование, правительство) — независимая или полузависимая область во главе с топархом (местным начальником), как правило пограничная с Византией. О подобных топархиях известно из Библии (Дан. 3:2; 1Мак. 11:28) и по византийским источникам.

## Исторические сведения
Кекавмен в «Советах и рассказах» предлагает управителям пограничных византийских земель с независимыми топархами быть осторожными и больше способствовать развитию своей области. Следуя Кекавмену, Г. Г. Литаврин понимает под топархами «повелителей небольших районов», которым удалось добиться дружественного расположения со стороны Византии, но не лишиться независимости. Болгарские исследователи под топархами подразумевали руководителей независимых пограничных для Византии областей.
Термин «топархия» используется в другом плане у Никиты Хониата в сюжете про бегство Андроника Комнина в Галицию под 1164 г. и в воспоминаниях уже императора Андроника про это событие под 1185 г. В «Истории» Хониата Росской топархией называется Галиция.

## Топархи
- В источниках упоминаются правители, которых византийские авторы называют топархами. Ранним таким известием является труд Прокопия Кесарийского. В его работе «Война с персами» фигурирует Авгар, топарх Эдессы. Этот топарх (τοπάρχης), согласно Прокопию, был дружен с императором Августом и умер в глубокой старости[9]. По мнению А. А. Чекаловой, Прокопий использовал эдесское сказание и соединил в своём тексте две исторические фигуры в одну — Авгара V Укома и Авгара IX Бар Ману[10]. Помимо Прокопия, ещё ряд авторов (Лев Диакон, Иоанн Малала и др.) называют топарха Авгара, но их известия о нём менее информативны[11][12].

- Кекавмен упоминает Делиана, топарха Болгарского. Делиану удалось хитростью овладеть греческим городом Димитриада[13]. Под Делианом исследователями понимается Пётр Делян, болгарский правитель[14].

- Анна Комнина упоминает восточных топархов, действовавших во времена Алексея Комнина. Она озвучивает имена только двух топархов: Даватин (во владении были Ираклия Понтийская и Пафлагония) и Михаила Вурца (соответственно Каппадокия и Хомы)[15].